# Sekundærrute 507
Sekundærrute 507 er en rutenummereret landevej i Midt- og Nordjylland.
Ruten går fra motorvejsfrakørslen Randers N på E45 via Hadsund til Aalborg.
Rute 507 har en længde på ca. 80 km.

## Himmerlandsgade
Himmerlandsgade i Hadsund er en 1,6 km. Den er den mest trafikeret vej i Hadsund med over 12.000 køretøjer om dagen, det er en statsvej og og forvaltes af Vejdirektoratet, den er også en del af Sekundærrute 507.

### Beliggenhed
Vejen starter i syd ved lyskrydset Storegade/Vestergade, den går nogenlunde stik mod nord og ender i rundkørselen i den nordvestlige del af byen.

### Historie
Himmerlandsgade blev etableret i 1940'erne og hed oprindeligt Astrupvej. Den gang førte vejen til Astrup, men den blev lavet om først i 1970, der kom vejen til at føre til Aalborg mod nord, da den nye Hadsundbro stod færdig kunne man komme til Randers mod syd. Før den nye Hadsundbro stod færdig endte gaden ved den gamle landevej mellem Aalborg og Hobro. Efter den nye Hadsundbro stod færdig blev der et lyskrydset det sted gaden endte. Himmerlandsgade har fået navnet efter Himmerland Himmerlands gade.